# Calidad de video
La calidad de video es una característica de un video transmitido a través de un sistema de transmisión y/o procesamiento de video, siendo una medida formal o informal de la degradación de las cara). Los sistemas de procesamiento de video pueden introducir ciertas distorsiones o artefactos en la señal de video, por lo que la evaluación de la calidad de video es un tema importante.

## Conversión de video analógico a digital
Desde que se comenzaron a grabar videos en el mundo, se han diseñado numerosos sistemas de procesamiento de video. En la época de los sistemas de video analógicos, era posible evaluar la calidad de un sistema de procesamiento de video calculando la respuesta en frecuencia del sistema utilizando alguna señal de prueba tradicional (por ejemplo, un conjunto de barras de color y círculos).
A comienzos del siglo XXI los sistemas de video digital han reemplazado a los analógicos, y los métodos de evaluación han cambiado. La calidad de un sistema de procesamiento de video digital puede variar mucho y depende de las características dinámicas de la señal de entrada de video (por ejemplo cantidad de movimiento o detalles espaciales). Es por ello que para evaluar en forma correcta la calidad de un video digital deben analizarse diversas secuencias de video.

## Calidad de video objetiva
Las técnicas para evaluación objetiva de la calidad de video son modelos matemáticos que aproximan los resultados de las evaluaciones subjetivas de calidad, pero en cambio se basan en criterios y métricas que pueden ser medidas en forma objetiva y ser evaluadas automáticamente mediante un programa de computación. Los métodos objetivos se clasifican basándose en la disponibilidad de una señal de video original, la cual se considera de alta calidad (generalmente es una imagen no comprimida).
Por lo tanto, se clasifican en Métodos de Referencia Completa (Full Reference Methods o FR), Métodos de Referencia Reducida (Reduced Reference Methods -RR) y Métodos sin Referencia (No-Reference Methods -NR). Las métricas FR calculan la diferencia de calidad comparando cada pixel en cada imagen del video distorsionado con su pixel correspondiente del video original. Las métricas RR extraen algunas características de ambos video y las comparan dando un índice de la calidad. Las mismas se utilizan cuando no todo el video original se encuentra disponible, por ejemplo durante una transmisión con un ancho de banda reducido. Las métricas NR intentan evaluar la calidad de un video distorsionado sin utilizar como referencia el video original. Estas métricas son usadas generalmente cuando se desconoce el método de codificación del video original.
Los métodos tradicionales de evaluar la calidad de un sistema de procesamiento de video digital (o sea video codec como por ejemplo DivX, Xvid) consisten en el cálculo de la relación señal ruido (SNR) y relación señal a ruido de pico (PSNR) entre la señal de video original y la señal que ha pasado a través del sistema.
El PSNR es la métrica utilizada con mayor frecuencia como medida de la calidad objetiva de video. Sin embargo, a causa del comportamiento nolineal del sistema visual humano los valores de PSNR no poseen una perfecta correlación con la calidad visual percibida. Recientemente se han desarrollado una serie de métricas más complicadas y más precisas, por ejemplo UQI, VQM, PEVQ, SSIM, VQuad-HD Archivado el 31 de agosto de 2018 en Wayback Machine. y CZD. Basándose en el benchmark del Grupo de Expertos en Calidad de Video (VQEG) durante el transcurso de la Fase de Ensayo Multimedia 2007-2008 algunas métricas fueron estandarizadas dando origen a las ITU-T Rec. J.246 (RR), J.247 (FR) en el 2008 y al J.341 (FR HD) en el 2011.
Se evalúa el desempeño de una métrica de calidad de video objetiva analizando la correlación entre el puntaje objetivo y los resultados de pruebas subjetivas. Esta última es denominada puntaje medio de opinión (MOS). Los coeficientes de correlación utilizados con mayor asiduidad son: el coeficiente de correlación lineal, el coeficiente de correlación de Spearman, la kurtosis, el coeficiente kappa y la outliers ratio.